# Nesseby
Nesseby (nordsamisch Unjárga, kvenisch Uuniemi) ist eine Kommune im Nordosten der norwegischen Provinz (Fylke) Finnmark.

## Geographie
Die Kommune umschließt den innersten Teil des Varangerfjordes und grenzt im Osten an Sør-Varanger, im Westen an Tana und im Norden an Vadsø. Im Süden grenzt sie auf etwa 3,6 Kilometern an Finnland. Die höchste Erhebung ist der Govdoaivi mit 520 Metern Höhe, der im Norden der Gemeinde liegt. Der nordöstlichste Teil der Gemeinde gehört zum Varangerhalvøya-Nationalpark.
Durch Nesseby führen zwei Europastraßen, die in Varangerbotn aufeinandertreffen: die Europastraße 75 (E75), die von Vardø bis Helsinki und über Fährverbindungen weiter bis nach Kreta führt und die Europastraße 6 (E6), die Trelleborg in Schweden mit Kirkenes verbindet.

## Einwohner
Die Einwohner leben verstreut entlang des Ufers des Varangerfjordes, während der Großteil der Gemeinde unbesiedelt ist. Nur etwas mehr als ein Quadratkilometer der Fläche der Gemeinde ist bebaut. In der gesamten Gemeinde liegen keine Tettsteder, also keine Ansiedlungen, die für statistische Zwecke als eine städtische Siedlung gewertet werden. Verwaltungssitz ist der Ort Varangerbotn am Ende des Varangerfjordes. Die meisten Einwohner zählen zum Volk der Samen und die nordsamische Sprache ist der norwegischen gleichgestellt.
| Jahr          | 1986 | 1990 | 1995 | 2000 | 2005 | 2010 | 2015 | 2020 | 2025 |
| ------------- | ---- | ---- | ---- | ---- | ---- | ---- | ---- | ---- | ---- |
| Einwohnerzahl | 1006 | 1037 | 1048 | 965  | 901  | 884  | 934  | 926  | 868  |

## Geschichte
Da Rentierherden die Landenge seit dem Ende der Eiszeit regelmäßig durchwanderten, zog die Gegend schon früh Jäger an, wovon zahlreiche archäologische Funde zeugen.
Die Gemeinde wurde im Jahr 1839 gegründet, nachdem sie von Vadsø abgespalten wurde.

## Name und Wappen
Der norwegische Name Nesseby stammt von der gleichnamigen Ortschaft, die auf einer kleinen Landzunge (norwegisch: nes) liegt. Das Gemeindewappen wurde 1986 eingeführt und besteht aus einem früchtetragenden goldenen Moosbeerenpflanzenstängel mit zwei goldenen Blättern auf rotem Grund.

## Persönlichkeiten
- Anathon Aall (1867–1943), Philosoph
- Isak Saba (1875–1921), samischer Lehrer und Politiker
- Aslaug Dahl (* 1949), Skilangläuferin
- Signe Iversen (* 1956), samische Autorin
- Silje Karine Muotka (* 1975), Politikerin, aufgewachsen in Nesseby
- Kirsti Bergstø (* 1981), Politikerin, aufgewachsen in Nesseby
- Agnete Saba (* 1994), Sängerin; vertrat Norwegen beim Eurovision Song Contest 2016